# King Ghidorah
King Ghidorah (キングギドラ Kingu Gidora?) es un personaje ficticio de los Estudios Toho que actúa como antagonista en las sagas fílmicas de Godzilla y de Mothra. En el universo de ficción de la obra es descrito como un daikaiju aparecido en las películas. Ghidorah es una de las más poderosas criaturas de los daikaiju eiga, con una reputación que le ha valido el título de "El Rey del Terror". Su nombre es el resultado de la deformación de la expresión en inglés "King Hydra" (Rey Hidra), por causa de la transliteración japonesa.

## Descripción
Creado como oponente de Godzilla, Rodan y Mothra en la película de 1964 San Daikaijū: Chikyū Saidai no Kessen, Ghidorah es un monstruo del espacio con forma de dragón dorado con dos colas, tres cabezas en largos cuellos, alas de murciélago y dos patas. Tiene 100 metros de largo y 150 de envergadura, y pesa 30 000 toneladas. El Rey Ghidorah cobró vida en la pantalla gracias a un actor metido en un traje con una elaborada pieza triple que movía las cabezas, con un grupo de titiriteros controlando a la bestia mediante varios apéndices. El alarmante chillido emitido a distintas frecuencias por sus tres cabezas se considera uno de los mejores efectos de sonido. Su diseño fue obra del director de efectos especiales Eiji Tsuburaya, quien se basó en la pequeña descripción que daba el guion: «Tiene tres cabezas, dos colas y una voz como de campana».
En películas recientes Ghidorah ha pasado por muchas revisiones de la apariencia original, y fue realizado vía Gráficos computarizados y Suitmation, para Godzilla: Final Wars es posible observar su diseño más moderno bajo el nombre de Keizer Ghidorah, aquí su aspecto ha variado hasta una gigantesca bestia cuadrúpeda con una piel de patrones negros y dorados, alas más cortas y colas más delgadas, con un poder destructivo mucho mayor que superó como nunca antes a Godzilla, hasta el punto de que este debió incrementar su fuerza con ayuda de terceros para poder sobrevivir y derrotarlo.
En la reciente entrega creada por Legendary, no cambia mucho su apariencia, sin embargo si cambian bastante sus habilidades, sus rayos gravitatorios son muy poderosos, capaces de atravesar edificios y evaporar humanos, es también capaz de crear un sistema de tormentas potentes a su alrededor mientras vuela, e incluso es capaz de crear una tormenta eléctrica a través de sus alas gracias a canales conductores y a sus escamas con trazas de oro, se muestra también que cada cabeza tiene un nivel cognitivo diferente, siendo la cabeza del medio la más inteligente.

## Era Showa
Inicialmente, se decía que Ghidorah venía del espacio exterior y era un mal ancestral responsable por la destrucción de las civilizaciones de muchos planetas, incluyendo Venus (Marte, en la versión en inglés). Sus orígenes en la serie de Godzilla son enigmáticos, en una aparición posterior en el episodio cinco de Zone Fighter, se explica que era una creación de los aliens Garoga (de todos modos no se sabe si esto es ahora verdad). Llegado a la Tierra en un meteorito magnético, Ghidorah devastó gran parte de Japón, antes de ser expulsado por los monstruos Godzilla, Mothra y Rodan. En la película Kaijū Daisensō, él es controlado mentalmente desde el Planeta X, un planeta nuevo descubierto en la umbra de Júpiter, donde habita el Monstruo Cero. Estos "Xilianos" quisieron obtener los recursos de agua del planeta Tierra y tomaron el mando de Godzilla y Rodan en un intento de conquistar la Tierra. La Tierra intervino para liberarse de los monstruos y luego de una pelea con Godzilla y Rodan, Ghidorah vuelve al espacio. Mientras generalmente se acepta este encuentro como una victoria para Godzilla y Rodan, unos han argumentado que en realidad Ghidorah es el ganador de esta pelea y se fue por su propia voluntad, posiblemente porque fue demasiado perjudicado como para seguir atacando el planeta. Algunos han especulado que cuando Godzilla fue encontrado durmiendo en una isla en Gojira, Ebira, Mosura Nankai no Daikettō, en realidad se estaba recuperando de los daños causados por Ghidorah. 
King Ghidorah hizo dos apariciones más en las Series Showa, ambas como un agente de los invasores aliens. En Kaijū Sōshingeki, controlado por los Kilaaks, luchó y fue muerto por la fuerza combinada de diez daikaijus de la Tierra. Hay cierta confusión alrededor de este evento porque en Chikyū Kogeki Meirei Gojira tai Gaigan, King Ghidorah vuelve. De todos modos, Kaijū Sōshingeki se sitúa en 1999, mientras que Chikyū Kogeki Meirei Gojira tai Gaigan se sitúa en la década de 1970. Entonces, cronológicamente, Kaijū Sōshingeki toma lugar después de Chikyū Kogeki Meirei Gojira tai Gaigan, y es el último film de la serie Showa, en lugar de Mechagodzilla no Gyakushū.
Ghidorah también apareció en dos episodios de la serie de TV de superhéroes tokusatsu, Zone Fighter. Apareció en dos episodios, y fue uno de los pocos monstruos que sobrevivieron frente a Zone Fighter.

## Era Heisei
El daikaiju volvió en la película de 1991 Godzilla vs. King Ghidorah, la tercera en la serie Heisei, la primera en la serie Godzillasaurus. Viajeros del tiempo del Siglo XXIII (llamados "Futurianos") liberan criaturas genéticamente modificadas llamadas Dorats en Lagos Island, el lugar donde el Godzillasaurus fue expuesto a la radiación creando a Godzilla. Las tres criaturas se fusionan para formar a Ghidorah, que es usado por los Futurianos para devastar el Japón del presente (1992). El monstruo es derrotado por un Godzilla reencarnado, más grande y poderoso que nunca, ya que pasó largo tiempo expuesto a los desechos radioactivos y se encontró con un moderno submarino nuclear. Sin embargo, el control por computadora de Ghidorah fue saboteado, permitiendo a Godzilla usar su rayo para decapitar a la media cabeza de Ghidorah y haciendo un hoyo en su ala izquierda. Ghidorah cae en el océano, donde cae en un estado comatoso por cientos de años.

### Mecha-King Ghidorah
La Futuriana Emmy Kano recobró la bestia en el año 2204 y, de su cuerpo y tecnología futurística, creó el cyborg Mecha-King Ghidorah, equipado con alas con paneles solares, una cabeza totalmente mecánica en el medio,y muy buenos recursos especialmente diseñados para la lucha contra Godzilla. Esta encarnación es manejada para atontar a Godzilla con los Cables de Captura, tomándolo con la gigantesca Mano Mecánica, y llevándolo hasta el océano. Godzilla finalmente golpea al monstruo haciéndolo caer en el agua. Godzilla volvería el año siguiente (Godzilla vs. Mothra), pero Ghidorah no volvería a aparecer en las series Versus. De todos modos, los remanentes mecánicos de Mecha-King Ghidorah serían recuperados por el Centro de Contramedidas de Godzilla de las Naciones Unidas (C.C.G.N.U.) y la tecnología sería usada para construir al Mechagodzilla de la era Heisei (Godzilla vs. Mechagodzilla II y Moguera (Godzilla vs. SpaceGodzilla). Él también aparece en Godzilla: Unleashed. Cuesta 25,000 puntos en la versión PS2, y 50,000 puntos en la versión Wii.

### La Trilogía de Mothra
Ghidorah apareció en la película de 1998 Rebirth of Mothra III, resultando ser el destructor de mundos de la Era Showa. Habiendo venido del espacio exterior y siendo responsable de la extinción de los dinosaurios, él vuelve en el día presente más viejo y poderoso como el Gran King Ghidorah. Usando la Forma de la Velocidad de la Luz, Mothra Leo viaja en el tiempo y pelea con el joven King Ghidorah Cretácico en tiempos prehistóricos en un intento por negar la existencia de este en el día presente. Durante la pelea en el pasado Mothra logra atrapar una pata de Ghidorah tirándolo al suelo. creyendo haberlo destruido Leo lo lanza en el interior del Monte Fuji, y el Ghidorah Cretácico entra en estado de hibernación y luego emerge en nuestros días como el Gran Ghidorah. Afortunadamente para el mundo, Mothra entró en estado de hibernación luego de pelear contra el Ghidorah Cretácico y emerge con la habilidad de transformarse en un ser armado invencible capaz de destruir al Gran Ghidorah de una vez y para siempre.

## Era Millennium

### Godzilla, Mothra, King Ghidorah: Daikaijū Sōkōgeki
King Ghidorah apareció en la tercera película de la Serie Millennium de las películas de Godzilla, en la película de 2001, Godzilla, Mothra, King Ghidorah: Daikaijū Sōkōgeki. Para esta película Ghidorah adopta otro origen, siendo uno de los guardianes legendarios de las islas Japonesas similar al dragón de ocho cabezas Yamata-no-Orochi de la mitología japonesa. Pero el Ghidorah tricéfalo en esta película, como se dice, está subdesarrollado y es despertado de la hibernación antes de que pueda desarrollar sus 10,000 cabezas. Godzilla ataca Japón y es repelido por los monstruos guardianes (Baragon, Mothra y Ghidorah) y las Fuerzas de Defensa Japonesas. Esta película es la primera vez en que Ghidorah es presentado como héroe en lugar de villano. Esta era la primera vez que Ghidorah fue representado como un ser físicamente más pequeño que Godzilla, llevando a la conclusión de que era un Ghidorah completamente diferente.
Cuando Ghidorah despertó por primera vez, sus alas estaban subdesarrolladas y su único método de ataque era un rayo eléctrico que salía de la boca de cada una de sus cabezas. Godzilla lo dejó inconsciente con relativa facilidad y cuando estaba por destruirlo, Mothra intervino sacrificando su seguridad para recibir la energía del aliento atómico de Godzilla. Después de que Mothra sea destruida, su energía es absorbida por Ghidorah, que simultáneamente vuelve en sí con el poder de volar, incrementando su poder hasta niveles extremos y convirtiéndose de nuevo en King Ghidorah. Godzilla dispara su rayo de calor pero King Ghidorah lo bloquea con un campo de fuerza. Entonces King Ghidorah concentra la energía de su campo de fuerza y la hace regresar al Rey de los Monstruos en forma de una bola de energía masiva. La ráfaga resultante fue lo suficientemente fuerte como para hacer que Godzilla saliera despedido desde Tokio hasta el mar y causarle daños en el hombro izquierdo.

## MonsterVerse

### Kong: La Isla Calavera
Tras sobrevivir a los eventos en la Isla Calavera, Conrad y Weaver son detenidos e interrogados por Monarch e informados que King Kong no es el único monstruo en el mundo, como prueba de lo cual les muestran pinturas rupestres de criaturas como Godzilla, Rodan y Mothra. La última de éstas ilustra una batalla entre Godzilla y King Ghidorah, sin aclarar si se trata de un enfrentamiento pasado o una profecía.

### Godzilla: King of the Monsters
Ghidorah o Titanus Ghidorah es una criatura de origen extraterrestre, que cayó en la tierra desde hace mucho tiempo, quedando atrapado en algún momento en una pared de hielo en la Antártica, que después se convirtió en el sitio de contención #32 de Monarch, incluso se revela que hay murales antiguos donde se muestran peleas voraces con Godzilla.
Tras ser liberado por un grupo ecoterrorista ayudado por la Dra. Emma Russell, se enfrenta a Godzilla y lo derrota para después marchar hacia la isla de Mara donde sometió a Rodan: aquí Godzilla vuelve a atacarlo arrancándole una cabeza, pero la lucha es interrumpida por el ejército norteamericano que utiliza el Oxygen Destroyer para bombardearlos. Desgraciadamente esto solo acaba con Godzilla mientras que Ghidorah, gracias a su descomunal habilidad regenerativa, no solo resulta ileso sino que incluso regenera su cabeza perdida.
Ghidorah es capaz de controlar a los otros titanes mediante su grito de monstruo alfa, y sin la presencia de Godzilla causa destrucción por todo el mundo: tras matar a Mothra con sus rayos gravitatorios, es destruido por dos pulsos termonucleares creados por Godzilla.

### Godzilla vs. Kong
Cuando Madison Russell, Josh Valentine y Bernie Hayes se infiltran en Apex Cybernetics descubren no solo que estos han creado a Mechagodzilla sino que han convertido la cabeza que Ghidorah perdió en Isla Mara en una suerte de cabina de mando remota desde donde envían órdenes al robot aprovechando las habilidades telepáticas de la red neural del monstruo. 
Para desgracia de Apex, cuando el robot es cargado con la energía de la Tierra Hueca, la cabeza se Ghidorah se fortalece lo suficiente como para volverse autónoma y toma el control del robot, asesinando a su piloto, destruyendo las instalaciones de Hong Kong y atacando a Godzilla, quien se encuentra herido y agotado tras su lucha contra Kong, solo siendo detenido gracias a que ambos titanes hacen equipo para destruirlo mientras Bernie junto a Josh lograron averiar la interfase satelital que conectaba la cabeza de Ghidorah con el robot.

## Otros Ghidorahs
En otras películas de Godzilla y Mothra, hay preformas de King Ghidorah y otros monstruos tienen una forma similar a la de este y tienen la palabra Ghidorah en sus nombres, no son Ghidorah pero son versiones diferentes.

### Dorats
Los Dorats son pequeños, unas mascotas modificadas con ingeniería genética muy populares en el siglo 23. Estas criaturas tienen unas alas parecidas a las de un murciélago, escamas doradas, cara de gato y patas de reptil. Parecen ser sensibles a las emociones de quienes los rodean.
Tres Dorats aparentemente inofensivos fueron recogidos por un grupo de gente conocidos como Futurianos que fueron al siglo XX, y convencieron a Japón de que ellos ayudarían a destruir a Godzilla y así sería posible evitar la destrucción final. Los viajeros del tiempo vuelven al teatro de la guerra del Pacífico para sacar a Godzilla del sitio donde estallaban las bombas atómicas, evitando así que mutase. El plan funciona y el Godzillasaurus es transportado al Mar de Bering. Ignorando a los colaboradores del presente, los Futurianos dejan abandonados a los Dorats entre los dinosaurios. El plan de los Futurianos era quitar de en medio a Godzilla y reemplazarlo por otro monstruo que ellos pudieran controlar y usarlo para sus propios fines. De hecho, las pruebas atómicas que crearon a Godzilla hicieron que los tres Dorats se fusionasen en una sola super-criatura, resultando en la creación de King Ghidorah.

### Death Ghidorah
Death Ghidorah (en la versión inglesa era "Desghidorah") es un kaiju que batalló con Mothra en la película de 1996 Rebirth of Mothra. Comparado con Ghidorah, Death Ghidora es negro, un dragón tricéfalo cuadrúpedo que escupe fuego y bolas de lava y absorbe energía del planeta que va a destruir. Death Ghidorah es un dragón extraterrestre responsable de la destrucción de las civilizaciones de Marte y la extinción de los Elias (los diminutos humanoides que servían a la especie de Mothra) antes de que finalmente fuera vencido y puesto en una tumba por los ancestros de Mothra.
Death Ghidorah se desarrolló durante los años después de su derrota, y tarde o temprano fue despertado por una operación de tala en Hokkaido. La bestia había sido aprisionada lejos por Mothra mientras se desarrollaba pero los taladores quitaron el sello y así alertaron al hada malvada Belvera del descubrimiento. Belvera quitó el sello y liberó a la criatura, esperando controlarla. Sus hermanas, las buenas Elías, pronto llegaron, convocando a Mothra para derrotar a la temida bestia. Pero Mothra no podía prevalecer contra Death Ghidorah.
Sintiendo la angustia de su madre, la oruga no nata de Mothra surge de su huevo y va en ayuda de su madre. Incluso esto no fue suficiente y Death Ghidorah ahuyentó a ambos enemigos. La Mothra mayor expiró por causa de las heridas recibidas en la batalla y se hundió en el mar.

### Kaiser Ghidorah
Kaiser Ghidorah (en la versión inglesa era "Keizer Ghidorah") en la película de 2004 Godzilla: Final Wars. Se presenta en el film como el arma más poderosa de los Xillians; cuando Godzilla acaba sin esfuerzo con todos los Kaiju controlados por los alienígenas éstos llaman al Monstruo X, un kaiju de cuerpo humanoide, piel plateada y tentáculos en vez de manos que fácilmente supera la fuerza de Godzilla, sin embargo cuando este se niega a ser derrotado y a base de esfuerzo logra igualarlo en combate revela que aun no ha peleado en serio ya que se transforma en Kaiser Ghidorah, su verdadera forma. Es un kaiju cuadrúpedo, de piel dorada, tres cabezas, alas membranosas y una larga y delgada cola; poseía el poder y fuerza tan abrumadores que podía levantar y arrojar por los aires a Godzilla usando solo sus mandíbulas, además con un solo disparo mandó al kaiju terrícola al suelo y demostró poder drenar la energía vital de sus oponentes hasta la muerte. El fin de Godzilla hubiese sido algo seguro ante este alienígena superior a él en todo sentido, si no fuera porque Ozaki, un joven humano con poderes xillian, logró recargar y dar nuevos poderes al kaiju moribundo con lo cual se volvió más fuerte que Ghidorah y pudo destruirlo.